# قبار حزمي
قبار حزمي (الاسم العلمي:Capparis fascicularis) هو نوع من النباتات يتبع جنس القبار من الفصيلة القبارية.